# Стандартни температура и налягане
В химията, индустрията, търговията, авиацията и др., стандартните условия за температура и налягане са набор от опитни данни, които са получени при точно определени температура и налягане (стандартна температура и стандартно налягане). Това се налага, понеже някои физични параметри (например плътността), зависят от температурата и налягането, при които са измерени. Например, плътността на стоманата е по-ниска при по-високи температури (при нагряване, стоманата претърпява топлинно разширение).

## В България
Стандартното налягане е 1 atm (101 325 Pa) (760 mmHg). Стойността на стандартната температура e 298,15 K (25 °C); когато температурата е 273,15 K (0 °C), се говори за т. нар. нормални условия.

## Международни стандартни условия в химията
Стандартните условия за газове, дефинирани от Международния съюз за чиста и приложна химия (на английски: International Union of Pure and Applied Chemistry, IUPAC), са температура от 293,15 К (20 °C) и налягане от 100 000 Pa (от 1982 г. ползването на стойността 1 atm = 101 325 Pa е прекратено) .

## Международна стандартна атмосфера в авиацията
Според стандартите на ICAO (Международната асоциация за гражданска авиация), международната стандартна атмосфера на морското равнище е 101 325 Pa, 15 °C и относителна влажност от 0%.